# Älteste (Apokalypse)

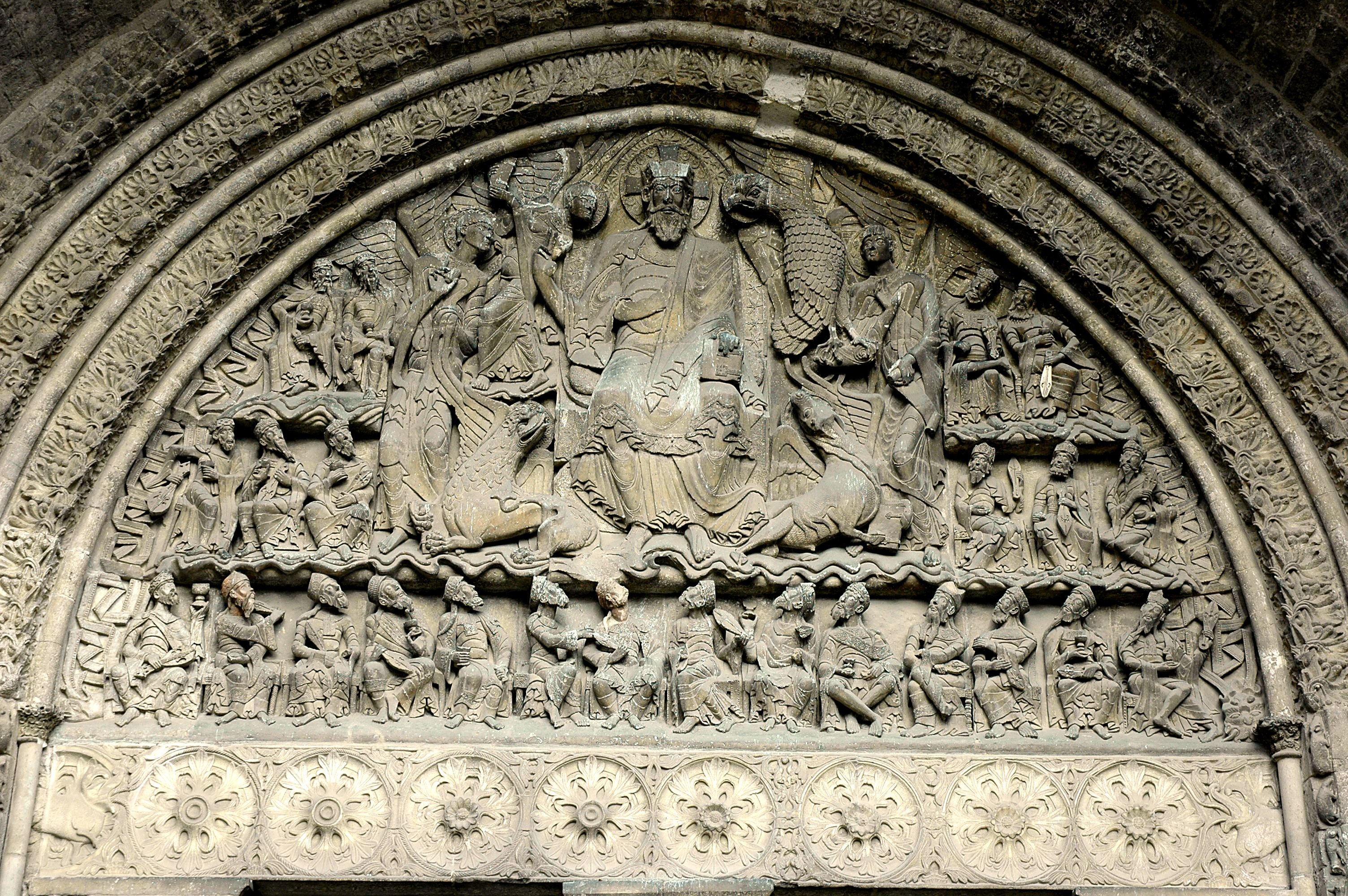
Tympanon der Abteikirche von Moissac – die 24 Ältesten befinden sich links und rechts der Mittelszene und darunter; alle tragen Kronen, viele halten Musikinstrumente in Händen.

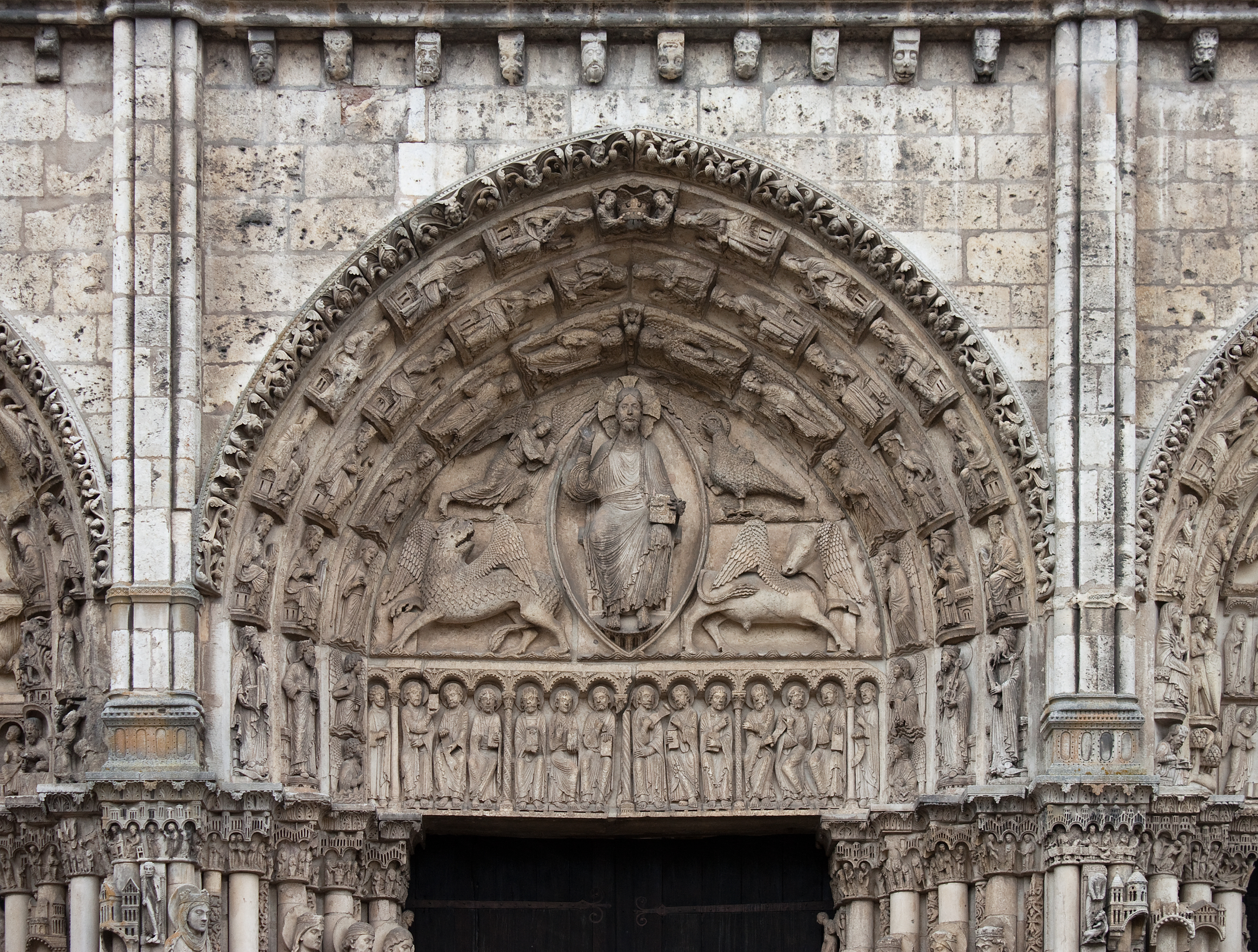
Königsportal der Kathedrale von Chartres –
20 gekrönte Älteste sitzen auf ihren Thronen in den beiden äußeren Archivolten, 4 weitere stehen unterhalb; alle halten Musikinstrumente in Händen. Im inneren Bogen stehen geflügelte Engel.

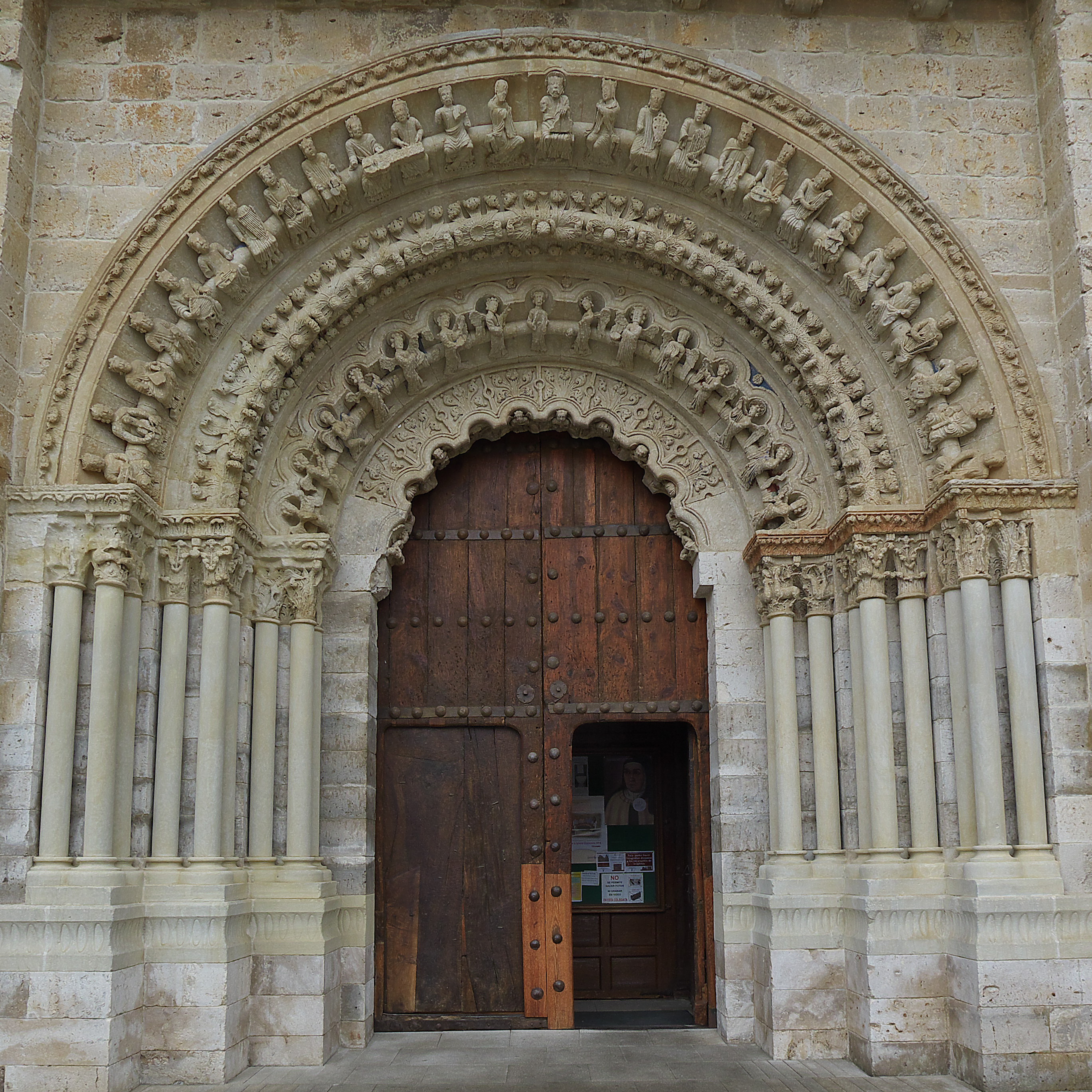
Nordportal der Kollegiatkirche von Toro – die 24 Ältesten sitzen (ohne zentrale Gerichtsdarstellung mit den Evangelistensymbolen) auf einem gemeinsamen Thronwulst mit Christus, Maria und Johannes(?) in der Mitte und halten Musikinstrumente in Händen.

Gemäß der Offenbarung des Johannes (Apokalypse) gehören die 24 Ältesten zum Personal bei der Wiederkehr des Herrn (Parusie) am Tag des Jüngsten Gerichts. In der mittelalterlichen Kunst des christlichen Abendlandes wurden sie häufig dargestellt; in der Ostkirche sind sie dagegen nahezu unbekannt.

## Deutungen
Die 24 Ältesten bilden einen repräsentativ-hoheitlichen Rahmen für das von Christus geleitete Jüngste Gericht. Ähnlich einer Versammlung der Stammesältesten (je zwei für die zwölf jüdischen Stämme) sind sie um den Thron Christi gruppiert. Manchmal werden sie als die zwölf Patriarchen des Alten Testaments zuzüglich der zwölf Apostel des Neuen Testaments gedeutet (vgl. Offb 21,12.14). Andere Interpretationen beziehen sich auf die 24 Stunden des Tages und sehen in ihnen kosmologische Aspekte. Keiner der Ältesten ist an der Durchführung des Jüngsten Gerichts unmittelbar beteiligt; auch wird ihr Rat nicht eingeholt – ihr wiederholt geschildertes Niederwerfen ist Ausdruck der Anerkennung der obersten Autorität und absoluten Macht des Richters bzw. des Lammes.

## Darstellungen
Einer ausgesprochenen Beliebtheit erfreuten sich die 24 Ältesten in der romanischen Bildhauerei, wo sie – meist zusammen mit dem in der Mitte thronenden Christus und den vier Evangelistensymbolen – in den größeren Portaltympana, auf deren Türstürzen oder in den Archivolten häufig zu finden sind. In der mittelalterlichen Malerei werden sie dagegen nur sehr selten in Apsisfresken dargestellt. Vom Bibeltext abweichend tragen sie keine ‚goldenen Kränze‘ um ihr Haupt, sondern Kronen; aus den ‚Harfen‘ sind zumeist Fideln etc. geworden und die ‚goldenen Schalen voll von Räucherwerk‘ entfallen meist ganz. Das Niederwerfen vor Gott wird nur in einem der Bildteppiche der Apokalypse von Angers aus dem ausgehenden 14. Jahrhundert gezeigt; in einem weiteren Bild dieser Teppichfolge umgeben sie – zusammen mit dem Tetramorph – das geschlachtete Lamm.
Mit Beginn der Gotik werden die Darstellungen des Jüngsten Gerichts an Kirchenportalen insgesamt seltener, erleben jedoch in der spätgotischen Altar- und Freskenmalerei neue Höhepunkte (z. B. bei Rogier van der Weyden und Hans Memling oder Fresko in der Kathedrale von Albi); hierbei spielen jedoch andere Bildtraditionen (z. B. die Seelenwägung und die Trennung der Geretteten und Verdammten) eine bedeutendere Rolle – die 24 Ältesten und der Tetramorph verschwinden nahezu vollständig aus dem Repertoire der Bildhauer und Maler.

## Bibelstellen
- „Danach sah ich: Eine Tür war geöffnet am Himmel; und die Stimme, die vorher zu mir gesprochen hatte und die wie eine Posaune klang, sagte: Komm herauf und ich werde dir zeigen, was dann geschehen muss. Sogleich wurde ich vom Geist ergriffen. Und ich sah: Ein Thron stand im Himmel; auf dem Thron saß einer, der wie ein Jaspis und ein Karneol aussah. Und über dem Thron wölbte sich ein Regenbogen, der wie ein Smaragd aussah. Und rings um den Thron standen vierundzwanzig Throne und auf den Thronen saßen vierundzwanzig Älteste in weißen Gewändern und mit goldenen Kränzen auf dem Haupt. Von dem Thron gingen Blitze, Stimmen und Donner aus. Und sieben lodernde Fackeln brannten vor dem Thron; das sind die sieben Geister Gottes. Und vor dem Thron war etwas wie ein gläsernes Meer, gleich Kristall. Und in der Mitte, rings um den Thron, waren vier Lebewesen voller Augen, vorn und hinten. Das erste Lebewesen glich einem Löwen, das zweite einem Stier, das dritte sah aus wie ein Mensch, das vierte glich einem fliegenden Adler. Und jedes der vier Lebewesen hatte sechs Flügel, außen und innen voller Augen. Sie ruhen nicht, bei Tag und Nacht, und rufen: Heilig, heilig, heilig ist der Herr, der Gott, der Herrscher über die ganze Schöpfung; er war und er ist und er kommt. Und wenn die Lebewesen dem, der auf dem Thron sitzt und in alle Ewigkeit lebt, Herrlichkeit und Ehre und Dank erweisen, dann werfen sich die vierundzwanzig Ältesten vor dem, der auf dem Thron sitzt, nieder und beten ihn an, der in alle Ewigkeit lebt. Und sie legen ihre goldenen Kränze vor seinem Thron nieder und sprechen: Würdig bist du, unser Herr und Gott, Herrlichkeit zu empfangen und Ehre und Macht. Denn du bist es, der die Welt erschaffen hat, durch deinen Willen war sie und wurde sie erschaffen.“(Offb 4,1–11 EU)
- „Und ich sah auf der rechten Hand dessen, der auf dem Thron saß, eine Buchrolle; sie war innen und außen beschrieben und mit sieben Siegeln versiegelt. Und ich sah: Ein gewaltiger Engel rief mit lauter Stimme: Wer ist würdig, die Buchrolle zu öffnen und ihre Siegel zu lösen? Aber niemand im Himmel, auf der Erde und unter der Erde konnte das Buch öffnen und es lesen. Da weinte ich sehr, weil niemand für würdig befunden wurde, das Buch zu öffnen und es zu lesen. Da sagte einer von den Ältesten zu mir: Weine nicht! Gesiegt hat der Löwe aus dem Stamm Juda, der Spross aus der Wurzel Davids; er kann das Buch und seine sieben Siegel öffnen. Und ich sah: Zwischen dem Thron und den vier Lebewesen und mitten unter den Ältesten stand ein Lamm; es sah aus wie geschlachtet und hatte sieben Hörner und sieben Augen; die Augen sind die sieben Geister Gottes, die über die ganze Erde ausgesandt sind. Das Lamm trat heran und empfing das Buch aus der rechten Hand dessen, der auf dem Thron saß. Als es das Buch empfangen hatte, fielen die vier Lebewesen und die vierundzwanzig Ältesten vor dem Lamm nieder; alle trugen Harfen und goldene Schalen voll von Räucherwerk; das sind die Gebete der Heiligen. Und sie sangen ein neues Lied: Würdig bist du, das Buch zu nehmen und seine Siegel zu öffnen; denn du wurdest geschlachtet und hast mit deinem Blut Menschen für Gott erworben aus allen Stämmen und Sprachen, aus allen Nationen und Völkern und du hast sie für unsern Gott zu Königen und Priestern gemacht; und sie werden auf der Erde herrschen. Ich sah und ich hörte die Stimme von vielen Engeln rings um den Thron und um die Lebewesen und die Ältesten; die Zahl der Engel war zehntausendmal zehntausend und tausendmal tausend. Sie riefen mit lauter Stimme: Würdig ist das Lamm, das geschlachtet wurde, Macht zu empfangen, Reichtum und Weisheit, Kraft und Ehre, Herrlichkeit und Lob. Und alle Geschöpfe im Himmel und auf der Erde, unter der Erde und auf dem Meer, alles, was in der Welt ist, hörte ich sprechen: Ihm, der auf dem Thron sitzt, und dem Lamm gebühren Lob und Ehre und Herrlichkeit und Kraft in alle Ewigkeit. Und die vier Lebewesen sprachen: Amen. Und die vierundzwanzig Ältesten fielen nieder und beteten an.“(Offb 5,1–14 EU)
- „Und alle Engel standen rings um den Thron, um die Ältesten und die vier Lebewesen. Sie warfen sich vor dem Thron nieder, beteten Gott an und sprachen: Amen, Lob und Herrlichkeit, Weisheit und Dank, Ehre und Macht und Stärke unserem Gott in alle Ewigkeit. Amen. Da fragte mich einer der Ältesten: Wer sind diese, die weiße Gewänder tragen, und woher sind sie gekommen? Ich erwiderte ihm: Mein Herr, das musst du wissen. Und er sagte zu mir: Es sind die, die aus der großen Bedrängnis kommen; sie haben ihre Gewänder gewaschen und im Blut des Lammes weiß gemacht. Deshalb stehen sie vor dem Thron Gottes und dienen ihm bei Tag und Nacht in seinem Tempel; und der, der auf dem Thron sitzt, wird sein Zelt über ihnen aufschlagen. Sie werden keinen Hunger und keinen Durst mehr leiden und weder Sonnenglut noch irgendeine sengende Hitze wird auf ihnen lasten. Denn das Lamm in der Mitte vor dem Thron wird sie weiden und zu den Quellen führen, aus denen das Wasser des Lebens strömt, und Gott wird alle Tränen von ihren Augen abwischen.“(Offb 7,11–17 EU)
- „Der siebte Engel blies seine Posaune. Da ertönten laute Stimmen im Himmel, die riefen: Nun gehört die Herrschaft über die Welt unserem Herrn und seinem Gesalbten; und sie werden herrschen in alle Ewigkeit. Und die vierundzwanzig Ältesten, die vor Gott auf ihren Thronen sitzen, warfen sich nieder, beteten Gott an und sprachen: Wir danken dir, Herr, Gott und Herrscher über die ganze Schöpfung, der du bist und der du warst; denn du hast deine große Macht in Anspruch genommen und die Herrschaft angetreten. Die Völker gerieten in Zorn. Da kam dein Zorn und die Zeit, die Toten zu richten: die Zeit, deine Knechte zu belohnen, die Propheten und die Heiligen und alle, die deinen Namen fürchten, die Kleinen und die Großen, die Zeit, alle zu verderben, die die Erde verderben. Der Tempel Gottes im Himmel wurde geöffnet und in seinem Tempel wurde die Lade seines Bundes sichtbar: Da begann es zu blitzen, zu dröhnen und zu donnern, es gab ein Beben und schweren Hagel.“(Offb 11,15–19 EU)
- „Danach hörte ich etwas wie den lauten Ruf einer großen Schar im Himmel: Halleluja! Das Heil und die Herrlichkeit und die Macht ist bei unserm Gott. Seine Urteile sind wahr und gerecht. Er hat die große Hure gerichtet, die mit ihrer Unzucht die Erde verdorben hat. Er hat Rache genommen für das Blut seiner Knechte, das an ihren Händen klebte. Noch einmal riefen sie: Halleluja! Der Rauch der Stadt steigt auf in alle Ewigkeit. Und die vierundzwanzig Ältesten und die vier Lebewesen fielen nieder vor Gott, der auf dem Thron sitzt, beteten ihn an und riefen: Amen, halleluja! Und eine Stimme kam vom Thron her: Preist unsern Gott, all seine Knechte und alle, die ihn fürchten, Kleine und Große!“(Offb 19,1–5 EU)